# Ifeanyi Emmanuel Ojeli
Ifeanyi Emmanuel Ojeli (* 10. Oktober 1998 in Asaba) ist ein nigerianischer Sprinter, der sich auf den 400-Meter-Lauf spezialisiert hat. 2024 siegte er mit der nigerianischen Mixed-Staffel über 4-mal 400 Meter bei den Afrikaspielen in Accra.

## Sportliche Laufbahn
Erste Erfahrungen bei internationalen Meisterschaften sammelte Ifeanyi Emmanuel Ojeli bei den Afrikaspielen 2019 in Rabat, bei denen er in 46,05 s den sechsten Platz belegte. 2021 startete er mit der nigerianischen Mixed-Staffel bei den Olympischen Sommerspielen in Tokio und schied dort mit 3:13,60 min im Vorlauf aus. 2022 verpasste er bei den Hallenweltmeisterschaften in Belgrad mit 3:09,55 min den Finaleinzug mit der Männerstaffel und im Juni gewann er bei den Afrikameisterschaften in Port Louis in 3:22,38 min gemeinsam mit Ella Onojuvwevwo, Ayo Adeola und Patience Okon George die Silbermedaille hinter dem Team aus Botswana. Zudem sicherte er sich mit der Männerstaffel in 3:07,05 min gemeinsam mit Johnson Nnamani, Chidi Okezie und Sikiru Adeyemi die Bronzemedaille hinter den Teams aus Botswana und Sambia. Anschließend schied er bei den Commonwealth Games in Birmingham mit 21,39 s im Halbfinale über 200 Meter aus belegte mit der Männerstaffel in 3:06,06 min den siebten Platz. 2024 siegte er mit der Mixed-Staffel mit neuem Afrikarekord von 3:13,26 min gemeinsam mit Patience Okon George, Sikiru Adeyemi und Omolara Ogunmakinju bei den Afrikaspielen in Accra. Zudem gewann er mit der Männerstaffel in 3:01,84 min die Bronzemedaille hinter den Teams aus Sambia und Botswana. Im Juni verhalf er der 4-mal-100-Meter-Staffel bei den Afrikameisterschaften in Douala zum Finaleinzug und trug damit zum Gewinn der Silbermedaille bei. Mit der 4-mal-400-Meter-Staffel belegte er in 3:02,93 min den vierten Platz und in der Mixed-Staffel gewann er in 3:13,72 min gemeinsam mit Ella Onojuvwevwo, Dubem Nwachukwu und Patience Okon George die Silbermedaille hinter dem südafrikanischen Team. Im August verpasste er bei den Olympischen Sommerspielen in Paris mit 3:11,99 min den Finaleinzug in der Mixed-Staffel und mit der Männerstaffel wurde er im Vorlauf disqualifiziert.
2019 wurde Ojeli nigerianischer Meister im 400-Meter-Lauf sowie 2021 in der 4-mal-400-Meter-Staffel und in der Mixed-Staffel.

## Persönliche Bestzeiten
- 100 Meter: 10,37 s (−0,4 m/s), 28. Mai 2022 in Lucca
- 200 Meter: 20,78 s (+0,3 m/s), 30. Januar 2021 in Akure
- 400 Meter: 45,63 s, 1. Juli 2023 in Nembro